# Erling Steineide
Erling Øistein Steineide (* 10. August 1938; † 9. Oktober 2019) war ein norwegischer Skilangläufer.
Steineide, der für den Sjårdalen IL und den Heidal IL startete, wurde bei seiner einzigen Olympiateilnahme im Februar 1964 in Innsbruck Vierter mit der Staffel. Bei den nordischen Skiweltmeisterschaften 1970 in Vysoké Tatry belegte er den 23. Platz über 30 km und den vierten Rang mit der Staffel. Bei norwegischen Meisterschaften siegte er dreimal mit der Staffel von Sjårdalen IL (1963–1965), dreimal mit der Staffel von Heidal IL (1968, 1969, 1971) und im Jahr 1965 über 15 km.